# 온수동
온수동(溫水洞)은 서울특별시 구로구의 법정동이다. 행정동상 궁동과 묶여 수궁동을 이룬다. 온수동은 환승역인 온수역 등 서울의 관문으로 잘 알려져 있다. 부천시와 경계 지역에 온수산업단지가 있다.

## 지명 유래
조선 시대에 경기도 부평도호부 일대에서 더운 물이 솟아났다고 해서 붙여졌다. 평소 피부병을 앓고 있던 세종은 부평도호부에 온천이 있다는 말을 듣고 조정의 신하들에게 온천수가 나오는 곳을 찾아보라고 명령했다. 그런데 마을 주민들은 온천수가 나오면 온천욕을 하려는 많은 피부병 환자들이 몰려들어 주민들한테 불쾌감을 주고 넘쳐나는 온천수가 논에 큰 피해를 준다고 여겼다. 이 때문에 마을 주민들은 온천수가 흐르는 맥을 흙과 돌로 막았고 물구멍이 있다는 사실조차 숨겼다. 이에 분노한 세종은 1438년(조선 세종 20년) 11월 8일에 부평도호부를 폐지하고 현으로 강등시켰다.

## 연혁
- 조선 영조 부평도호부 온수리
- 1895년 5월 26일 인천부 부평군 수탄(곡)면 온수리가 됨
- 1896년 8월 4일 경기도 부평군 수탄면 온수리가 됨
- 1914년 3월 1일 경기도 부평군 계남면 온수리가 됨
- 1931년 4월 1일 경기도 부천군 소사면 온수리가 됨
- 1941년 10월 1일 경기도 부천군 소사읍 온수리가 됨
- 1963년 1월 1일 서울특별시 영등포구 오류출장소 관할로 편입됨에 따라 온수동으로 명칭을 변경
- 1968년 1월 1일 오류출장소 폐지에 따라 영등포구 소속으로 편입
- 1970년 5월 18일 오류동, 천왕동, 온수동, 궁동, 항동과 함께 오류동사무소 관할로 편입
- 1980년 4월 1일 구로구가 영등포구로부터 분리되면서 구로구 관할로 편입
- 1988년 7월 1일 행정동으로 수궁동이 신설되면서 오류1동 관할에서 수궁동 관할로 편입

## 같이 보기
- 대한민국의 행정 구역